# Rocky Myers
Rocky Myers (* 24. August 1982 in Dover, Delaware) ist ein US-amerikanischer Schauspieler und Model. Daneben war er auch als Football-Spieler im Amateurbereich tätig und erfolgreich.

## Leben
Aufgewachsen ist Myers als jüngster von vier Brüdern in Bowers Beach, Kent County im Bundesstaat Delaware als Sohn eines Pädagogen-Ehepaars. Myers besuchte das Wesley College. Außerdem war er Mitglied der Football-Mannschaft des Colleges und gehörte zweimal zur All-America Auswahl. 2004 erhielt er die Gagliardi Trophy, die den besten Spieler einer Spielzeit kürt. Myers war der erste Defensivspieler, der mit dieser Trophäe ausgezeichnet wurde. Nach seiner College-Zeit ging er an die Widener University School of Law und machte seinen Juris Doctor und zog anschließend nach Los Angeles um Schauspieler zu werden. Seit 2013 wird der beste Defensivspieler der Outstanding Division III mit der Myers Trophy ausgezeichnet.

## Karriere
Erstmals stand er in Unbesiegbar – Der Traum seines Lebens im Jahr 2006 vor der Kamera. Myers konnte bei der Inszenierung seines Charakters auf Erfahrungen aus seiner Football-Zeit zurückgreifen. 2007 folgte eine Nebenrolle in dem Kurzfilm Opening Night. Nach vierjährigem Abstand vom Film war erst wieder 2011 in Vamp U in einem Film zu sehen. Es folgten eine Reihe von Besetzungen in Kurzfilmen und den sogenannten B-Movies.

## Filmografie
- 2006: Unbesiegbar – Der Traum seines Lebens (Invincible)
- 2007: Opening Night (Kurzfilm)
- 2011: Vamp U
- 2011: Reverie (Kurzfilm)
- 2012: Touchdown (Kurzfilm)
- 2012: The Scam
- 2012: Revolve (Kurzfilm)
- 2013: Orc Wars (Dragonfyre)
- 2013: The Saratov Approach
- 2013: Safari
- 2014: The Mentor
- 2014: The Adventures of RoboRex
- 2014: Sternenkrieger – Survivor (Survivor)
- 2015: Mythica – Die Ruinen von Mondiatha (Mythica: The Darkspore)
- 2016: Cyborg X
- 2016: Der Tod kommt am Hochzeitstag (You May Now Kill the Bride) (Fernsehfilm)
- 2017: Confess (Fernsehserie, 7 Episoden)
- 2018: No More Mr Nice Guy
- 2018: Blinders (Kurzfilm)
- 2018: Lucifer (Fernsehserie, Episode 3x26)
- 2018: The Neighborhood Watch (Fernsehfilm)
- 2019: Animal Kingdom (Fernsehserie, Episode 4x11)
- 2019: Holiday for Heroes (Fernsehfilm)
- 2020: The Rising Hawk